# Manni
Pour les articles homonymes, voir Manni (homonymie) et Mani.
Cet article concerne le village chef-lieu. Pour le département et la commune rurale, voir Manni (département).
Manni ou Mani est un village du département et la commune rurale de Manni (ou Mani), situé dans la province de la Gnagna et la région de l'Est au Burkina Faso.

## Géographie

### Situation et environnement
Manni est situé à 35 km au nord de Bogandé, le chef-lieu de la province, et à 30 km au sud de Taparko.
Il est en bordure d'un affluent de la rivière Faga, sur lequel a été construit le barrage en remblai de Manni.

### Démographie
- En 2003, le village comptait 7 276 habitants estimés[2].
- En 2006, le village comptait 7 441 habitants recensés[1].

## Histoire
En octobre 2024, y a lieu le massacre d'environ 150 personnes,,.

## Économie
Centre économique et commercial du département, le village bénéficie de sa situation centrale pour les échanges entre le nord et le sud de la province de la Gnagna.

## Transports
Le village est traversé par la route nationale 18.

## Santé et éducation
Manni accueille un centre médical et un centre de santé et de promotion sociale (CSPS).